# Муляр Олександр Борисович
Олександр (Шико) Борисович Муляр (рум. Şico (Alexandru) Mulear, 18 травня 1922, Саврань Балтського повіту Одеської губернії — 17 червня 1994, Кишинів) — молдавський радянський композитор.

## Біографія
Шико Муляр народився в містечку Саврань Балтського повіту Одеської губернії (нині — Савранський район Одеської області України). Його батько, Буця Шикович Муляр, був маляром і грав на скрипці в тарафі Георгія Мурги (1876—1941). Закінчив єврейську середню школу в Тирасполі і музичну школу там же по класу Г. І. Гершфельда, в 1940 році вступив в Кишинівську консерваторію в клас композиції Ш. Няги. У тому ж році дебютував «Дует на молдавські народні теми» для двох скрипок. У роки німецько-румунської окупації під час Великої Вітчизняної війни був в ув'язненні з сім'єю в гетто Трансністрії, де перехворів на тиф. Згодом втік з гетто, перепливши через Буг.
Після визволення України в 1944 році Олександр Муляр працював скрипалем в оркестрі Одеського театру опери і балету, викладачем гри на скрипці в музичній школі Тирасполя (1945—1948), потім продовжив заняття музикою і в 1955 році закінчив Кишинівську консерваторію по класу композиції Л. С. Гурова та С. М. Лобеля. У 1955—1970 роках викладав в базовій Кишинівської музичній школі-семирічці.
Дружина — піаністка та концертмейстер Вєка Каплун; діти — піаністи Елеонора Муляр та Ілля Муляр.

## Творчість
Серед творів Олександра Муляра — перший молдавський балет для дітей «Фет-Фрумос» (1959, лібрето А. Смоліної), симфонічні поеми «Гайдуки» (1955) і «Татарбунари» (1974), «Святкова увертюра» (1966); «Балетна сюїта» (1954) для малого симфонічного оркестру, сюїти «Гімн Жовтню» (1962) і «Партія — сонце моє» (1964, обидві на слова А. М. Гужеля) для соліста, хору та симфонічного оркестру, хореографічна композиція «До світла»(1970); «Ода Леніну» (на слова В. Рошко, 1961) для голосу в супроводі симфонічного оркестру, «Рапсодія на молдавські теми» для оркестру молдавських народних інструментів (1953); «Квартет» (1952) і дві сюїти (1973) для 2-х скрипок, альта і віолончелі; «Рондо» (1950), «Дванадцять п'єс» (1961), Шість концертних мініатюр (1966), цикл «Ехо Кодр» (1970) для скрипки і фортепіано; «Гумореска» (1954), «Сонатина» (1960), «Дванадцять п'єс» (1965), «Шість п'єс» (1968) і «Соната» (1976) для фортепіано; «Концерт для кларнета та оркестра»; більше 30 хорів (серед яких поема «Суб стягул Печій — Під прапором світу» на слова В. Рошко, 1952, і «Поема про партії Леніна» на слова Г. Дімітріу, 1970). Писав також музику для естрадних оркестрів («Рапсодія», 1965) і до драматичних спектаклів, пісні і романси на слова Є. Бауха, Є. Букова, Ю. Крімермана, Ф. Паламаря, В. Рошки, Г. Вієру (цикл пісень), «Марш борців за мир» на вірші А. Лук'янова.
Автор музики до картини «Фет-Фрумос» (1960), знятої на основі його балету. Пісня «Мэй, скрипкаре, мэй, кобзаре» на вірші Леоніда Корняну (1951) широко виконувалася молдавськими народними оркестрами. Писав вірші і прозу на ідиші (переклади здійснив М. Г. Хазін, Вперше опубліковані посмертно в кишинівській газеті «Витоки»).

## Нотні видання
- Балет Фэт-Фрумос. Кишинёв: Картя молдовеняскэ, 1964.
- Шесть миниатюр для скрипки и фортепиано. М.: Советский композитор, 1970.
- Идёт снег (А. Ранга и А. Муляр; слова Л. Деляну)). В сборнике «Детские песни Молдавии»: пение в сопровождении фортепиано. М.: Музыка, 1977.(рос.)
- Праздничная увертюра: для симфонического оркестра. М.: Музыка, 1978.
- Соната (комп. А. Б. Муляр). Соната № 2: Для фп. (В. Б. Довгань). М.: Советский композитор, 1983.
- Четыре пьесы // Пьесы советских композиторов. М.: Советский композитор, 1986.

## Грамплатівки
- Урочиста увертюра: Сі бемоль мажор / О. Муляр. Шість молдавських мелодій / М. Копитман. Чотири п'єси на гагаузькі теми / Г. Ешанов та І. Шварцман; виконує симфонічний оркестр Молдавської філармонії, диригент Т. Гуртовий. Довгограюча грамплатівка (33Д 21819-20). Москва: Мелодія, 1968.